# El Chichón
Volcan El Chichonal eller El Chichón är en vulkan i Mexiko.   Den ligger i delstaten Chiapas, i den sydöstra delen av landet, 700 km öster om huvudstaden Mexico City. Beroende på källa anges höjden på toppen med 1060 eller 1150 meter över havet.
Vulkanen hade ett särskilt explosivt utbrott 1982. Vid utbrottet skapades en kaldera som är cirka 1 kilometer bred. Den omgivande kraterkanten står några hundra meter över marken. Kratern fylldes delvis med en sjö som innehåller mycket syra. Bredvid kratersjön förekommer flera fumaroler. Kraterkanten ligger dessutom några hundra meter över det omgivande landskapet. Några bergstoppar av icke vulkaniskt ursprung i närheten är högre än El Chichonal.